# Nowosysojewka
Nowosysojewka (ros. Новосысоевка) – wieś (sieło) w Rosji, w Kraju Nadmorskim, w rejonie jakowlewskim. W 2010 liczyła 4894 mieszkańców.